# Офотен

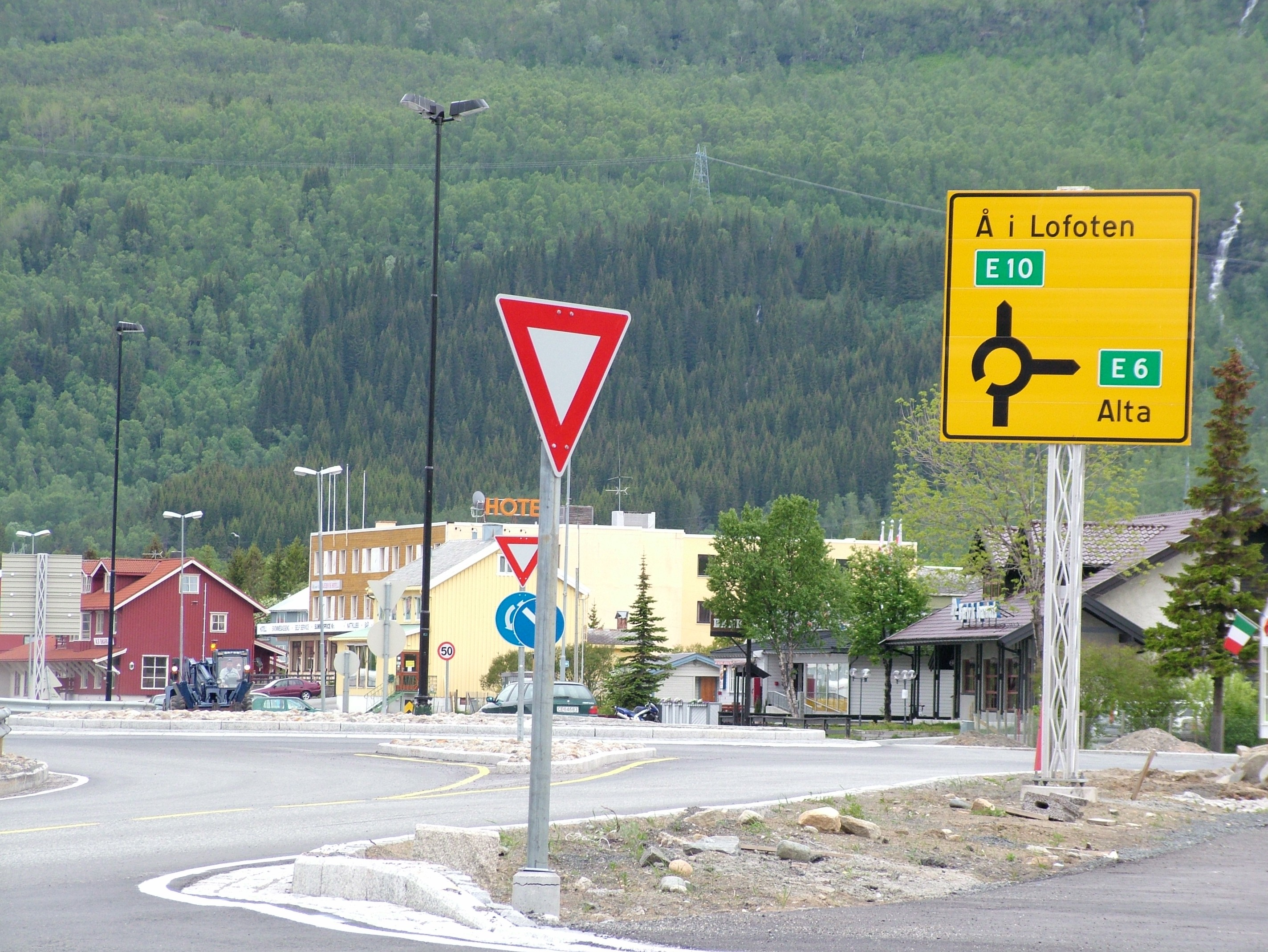
Бьерквик — важный дорожный узел. Трасса Е10 следует на
запад в Лофотен, а Трасса Е6 на север в Тромс

регион Офотен на карте фюльке Нурланн

Офотен (норв. Ofoten) — исторический регион (дистрикт) в фюльке Нурланн в Норвегии. Состоит из коммун Тюсфьорд, Балланген, Эвенес, Хьельсунн, Нарвик и Лёдинген. Назван в честь фьорда Офотфьорд, расположенного в центра ландшафта дистрикта. Лофотен характеризуется фьордами окружёнными горами высотой до 1700 м (1900 м возле границы со Швецией) и лесами в низменных районах (ниже 500 м). Граничит с Лофотеном на западе, с фюльке Тромс на севере, Швецией на востоке и Сальтеном на юге.

## Название
Дистрикт назван в честь фьорда Ofotfjord (старонорвежский: Ófóti). Значение первого элемента названия неизвестно, окончание происходит от норвежского слова fótr, которое означает стопа.
Старая форма названия могла быть *Úffóti, первый элемент úfr означает филин. Три ответвления фьорда могли быть сравнены с 3 когтями филина.

## История
Коммуна Лофотен была образована в 1837 году. Она была разделена в 1884 году на коммуны Анкенес и Эвенес